# Margareta Thuresdotter
Margareta (Märta) Thuresdotter (Svarte skåning), kallad Martha, Marita och Märeta, död 25 april 1508, var abbedissa i Vadstena kloster från 1496 till 1501.

## Biografi
Margareta Thuresdotter var dotter till den adlige riddaren Ture Jönsson (Svarte skåning) och Birgitta Henriksdotter (Snakenborg).  Hon blev 5 augusti nunna vid Vadstena kloster.
Den 14 maj 1496 valdes hon enhälligt till abbedissa och vigdes till ämbetet av biskop Henrik av Linköping 25 juli. Hon beskrivs som "en ädel och högbördig person". Under hennes ämbetstid befann klostret sig i konflikt med biskop Henrik av Linköping, som ofta våldgästade klostret, bedrev simoni och krävde avgifter för att viga nunnor. Hon mottog kung Hans 17 januari 1498 och drottning Kristina 1499. På grund av ålderdom avsade hon sig ämbetet 20 februari 1501 och avled sju år senare efter en lång tids sjukdom.